# Grand Prix-wegrace van Valencia

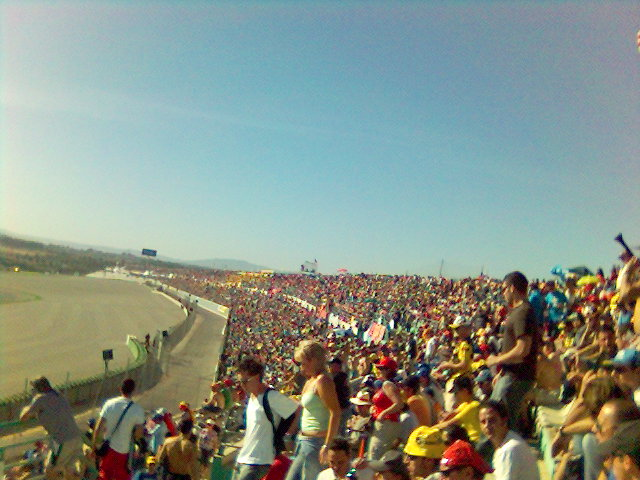
Grand Prix van Valencia 2006

De Grand Prix van Valencia voor motorfietsen is een motorsportrace, die sinds 1999 wordt verreden en meetelt voor het wereldkampioenschap wegrace. Het evenement vindt plaats op het Circuit Ricardo Tormo in Cheste in de buurt van de Spaanse stad Valencia.

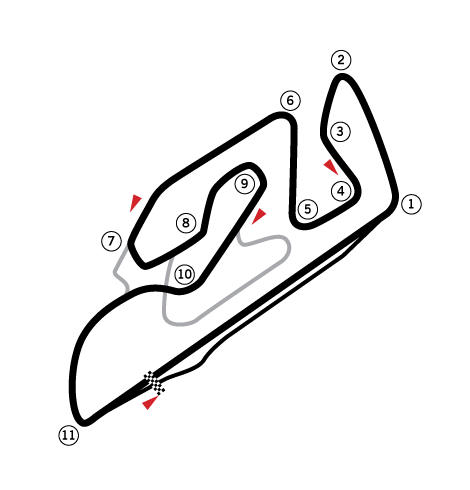
Circuit Ricardo Tormo

## Resultaten van de Grote Prijs van Valencia
| Editie | Jaar | Circuit  | Klasse | 1e                           | 2e                            | 3e                            | Poleposition                | Snelste ronde                |
| ------ | ---- | -------- | ------ | ---------------------------- | ----------------------------- | ----------------------------- | --------------------------- | ---------------------------- |
| 1      | 1999 | Valencia | 125 cc | Gianluigi Scalvini (Aprilia) | Emilio Alzamora (Honda)       | Noboru Ueda (Honda)           | Arnaud Vincent (Aprilia)    | Emilio Alzamora (Honda)      |
| 1      | 1999 | Valencia | 250 cc | Tohru Ukawa (Honda)          | Franco Battaini (Aprilia)     | Loris Capirossi (Honda)       | Shinya Nakano (Yamaha)      | Franco Battaini (Aprilia)    |
| 1      | 1999 | Valencia | 500 cc | Régis Laconi (Yamaha)        | Kenny Roberts jr. (Suzuki)    | Garry McCoy (Yamaha)          | Régis Laconi (Yamaha)       | Kenny Roberts jr. (Suzuki)   |
|        |      |          |        |                              |                               |                               |                             |                              |
| 2      | 2000 | Valencia | 125 cc | Roberto Locatelli (Aprilia)  | Masao Azuma (Honda)           | Youichi Ui (Derbi)            | Roberto Locatelli (Aprilia) | Youichi Ui (Derbi)           |
| 2      | 2000 | Valencia | 250 cc | Shinya Nakano (Yamaha)       | Olivier Jacque (Yamaha)       | Marco Melandri (Aprilia)      | Olivier Jacque (Yamaha)     | Shinya Nakano (Yamaha)       |
| 2      | 2000 | Valencia | 500 cc | Garry McCoy (Yamaha)         | Kenny Roberts jr. (Suzuki)    | Max Biaggi (Yamaha)           | Kenny Roberts jr. (Suzuki)  | Àlex Crivillé (Honda)        |
|        |      |          |        |                              |                               |                               |                             |                              |
| 3      | 2001 | Valencia | 125 cc | Manuel Poggiali (Gilera)     | Toni Elías (Honda)            | Dani Pedrosa (Honda)          | Toni Elías (Honda)          | Gino Borsoi (Aprilia)        |
| 3      | 2001 | Valencia | 250 cc | Daijiro Kato (Honda)         | Tetsuya Harada (Aprilia)      | Fonsi Nieto (Aprilia)         | Daijiro Kato (Honda)        | Tetsuya Harada (Aprilia)     |
| 3      | 2001 | Valencia | 500 cc | Sete Gibernau (Suzuki)       | Alex Barros (Honda)           | Kenny Roberts jr. (Suzuki)    | Max Biaggi (Yamaha)         | Sete Gibernau (Suzuki)       |
|        |      |          |        |                              |                               |                               |                             |                              |
| 4      | 2002 | Valencia | 125 cc | Dani Pedrosa (Honda)         | Arnaud Vincent (Aprilia)      | Pablo Nieto (Aprilia)         | Dani Pedrosa (Honda)        | Steve Jenkner (Aprilia)      |
| 4      | 2002 | Valencia | 250 cc | Marco Melandri (Aprilia)     | Roberto Rolfo (Honda)         | Emilio Alzamora (Honda)       | Marco Melandri (Aprilia)    | Marco Melandri (Aprilia)     |
| 4      | 2002 | Valencia | MotoGP | Alex Barros (Honda)          | Valentino Rossi (Honda)       | Max Biaggi (Yamaha)           | Max Biaggi (Yamaha)         | Alex Barros (Honda)          |
|        |      |          |        |                              |                               |                               |                             |                              |
| 5      | 2003 | Valencia | 125 cc | Casey Stoner (Aprilia)       | Steve Jenkner (Aprilia)       | Héctor Barberá (Aprilia)      | Alex de Angelis (Aprilia)   | Steve Jenkner (Aprilia)      |
| 5      | 2003 | Valencia | 250 cc | Randy de Puniet (Aprilia)    | Toni Elías (Aprilia)          | Manuel Poggiali (Aprilia)     | Randy de Puniet (Aprilia)   | Toni Elías (Aprilia)         |
| 5      | 2003 | Valencia | MotoGP | Valentino Rossi (Honda)      | Sete Gibernau (Honda)         | Loris Capirossi (Ducati)      | Valentino Rossi (Honda)     | Valentino Rossi (Honda)      |
|        |      |          |        |                              |                               |                               |                             |                              |
| 6      | 2004 | Valencia | 125 cc | Héctor Barberá (Aprilia)     | Andrea Dovizioso (Honda)      | Álvaro Bautista (Aprilia)     | Andrea Dovizioso (Honda)    | Pablo Nieto (Aprilia)        |
| 6      | 2004 | Valencia | 250 cc | Dani Pedrosa (Honda)         | Toni Elías (Honda)            | Randy de Puniet (Aprilia)     | Dani Pedrosa (Honda)        | Dani Pedrosa (Honda)         |
| 6      | 2004 | Valencia | MotoGP | Valentino Rossi (Yamaha)     | Max Biaggi (Honda)            | Troy Bayliss (Ducati)         | Makoto Tamada (Honda)       | Max Biaggi (Honda)           |
|        |      |          |        |                              |                               |                               |                             |                              |
| 7      | 2005 | Valencia | 125 cc | Mika Kallio (KTM)            | Gábor Talmácsi (KTM)          | Mattia Pasini (Aprilia)       | Sergio Gadea (Aprilia)      | Sergio Gadea (Aprilia)       |
| 7      | 2005 | Valencia | 250 cc | Dani Pedrosa (Honda)         | Jorge Lorenzo (Honda)         | Casey Stoner (Aprilia)        | Dani Pedrosa (Honda)        | Dani Pedrosa (Honda)         |
| 7      | 2005 | Valencia | MotoGP | Marco Melandri (Honda)       | Nicky Hayden (Honda)          | Valentino Rossi (Yamaha)      | Sete Gibernau (Honda)       | Marco Melandri (Honda)       |
|        |      |          |        |                              |                               |                               |                             |                              |
| 8      | 2006 | Valencia | 125 cc | Héctor Faubel (Aprilia)      | Mika Kallio (KTM)             | Sergio Gadea (Aprilia)        | Álvaro Bautista (Aprilia)   | Héctor Faubel (Aprilia)      |
| 8      | 2006 | Valencia | 250 cc | Alex de Angelis (Aprilia)    | Roberto Locatelli (Aprilia)   | Héctor Barberá (Aprilia)      | Hiroshi Aoyama (KTM)        | Alex de Angelis (Aprilia)    |
| 8      | 2006 | Valencia | MotoGP | Troy Bayliss (Ducati)        | Loris Capirossi (Ducati)      | Nicky Hayden (Honda)          | Valentino Rossi (Yamaha)    | Loris Capirossi (Ducati)     |
|        |      |          |        |                              |                               |                               |                             |                              |
| 9      | 2007 | Valencia | 125 cc | Héctor Faubel (Aprilia)      | Gábor Talmácsi (Aprilia)      | Sergio Gadea (Aprilia)        | Gábor Talmácsi (Aprilia)    | Héctor Faubel (Aprilia)      |
| 9      | 2007 | Valencia | 250 cc | Mika Kallio (KTM)            | Alex de Angelis (Aprilia)     | Alex Debón (Aprilia)          | Mika Kallio (KTM)           | Mika Kallio (KTM)            |
| 9      | 2007 | Valencia | MotoGP | Dani Pedrosa (Honda)         | Casey Stoner (Ducati)         | John Hopkins (Suzuki)         | Dani Pedrosa (Honda)        | Dani Pedrosa (Honda)         |
|        |      |          |        |                              |                               |                               |                             |                              |
| 10     | 2008 | Valencia | 125 cc | Simone Corsi (Aprilia)       | Nicolás Terol (Aprilia)       | Mike Di Meglio (Derbi)        | Gábor Talmácsi (Aprilia)    | Mike Di Meglio (Derbi)       |
| 10     | 2008 | Valencia | 250 cc | Marco Simoncelli (Gilera)    | Yuki Takahashi (Honda)        | Álvaro Bautista (Aprilia)     | Marco Simoncelli (Gilera)   | Mika Kallio (KTM)            |
| 10     | 2008 | Valencia | MotoGP | Casey Stoner (Ducati)        | Dani Pedrosa (Honda)          | Valentino Rossi (Yamaha)      | Casey Stoner (Ducati)       | Casey Stoner (Ducati)        |
|        |      |          |        |                              |                               |                               |                             |                              |
| 11     | 2009 | Valencia | 125 cc | Julián Simón (Aprilia)       | Bradley Smith (Aprilia)       | Pol Espargaró (Derbi)         | Julián Simón (Aprilia)      | Julián Simón (Aprilia)       |
| 11     | 2009 | Valencia | 250 cc | Héctor Barberá (Aprilia)     | Álvaro Bautista (Aprilia)     | Raffaele De Rosa (Honda)      | Alex Debón (Aprilia)        | Héctor Barberá (Aprilia)     |
| 11     | 2009 | Valencia | MotoGP | Dani Pedrosa (Honda)         | Valentino Rossi (Yamaha)      | Jorge Lorenzo (Yamaha)        | Casey Stoner (Ducati)       | Dani Pedrosa (Honda)         |
|        |      |          |        |                              |                               |                               |                             |                              |
| 12     | 2010 | Valencia | 125 cc | Bradley Smith (Aprilia)      | Pol Espargaró (Derbi)         | Nicolás Terol (Aprilia)       | Marc Márquez (Derbi)        | Marc Márquez (Derbi)         |
| 12     | 2010 | Valencia | Moto2  | Karel Abraham (FTR)          | Andrea Iannone (Speed Up)     | Julián Simón (Suter)          | Toni Elías (Moriwaki)       | Karel Abraham (FTR)          |
| 12     | 2010 | Valencia | MotoGP | Jorge Lorenzo (Yamaha)       | Casey Stoner (Ducati)         | Valentino Rossi (Yamaha)      | Casey Stoner (Ducati)       | Dani Pedrosa (Honda)         |
|        |      |          |        |                              |                               |                               |                             |                              |
| 13     | 2011 | Valencia | 125 cc | Maverick Viñales (Aprilia)   | Nicolás Terol (Aprilia)       | Héctor Faubel (Aprilia)       | Daniel Webb (Aprilia)       | Maverick Viñales (Aprilia)   |
| 13     | 2011 | Valencia | Moto2  | Michele Pirro (Moriwaki)     | Mika Kallio (Suter)           | Dominique Aegerter (Suter)    | Michele Pirro (Moriwaki)    | Andrea Iannone (Suter)       |
| 13     | 2011 | Valencia | MotoGP | Casey Stoner (Honda)         | Ben Spies (Yamaha)            | Andrea Dovizioso (Honda)      | Casey Stoner (Honda)        | Andrea Dovizioso (Honda)     |
|        |      |          |        |                              |                               |                               |                             |                              |
| 14     | 2012 | Valencia | Moto3  | Danny Kent (KTM)             | Sandro Cortese (KTM)          | Zulfahmi Khairuddin (KTM)     | Jonas Folger (Kalex-KTM)    | Zulfahmi Khairuddin (KTM)    |
| 14     | 2012 | Valencia | Moto2  | Marc Márquez (Suter)         | Julián Simón (FTR)            | Nicolás Terol (Suter)         | Pol Espargaró (Kalex)       | Marc Márquez (Suter)         |
| 14     | 2012 | Valencia | MotoGP | Dani Pedrosa (Honda)         | Katsuyuki Nakasuga (Yamaha)   | Casey Stoner (Honda)          | Dani Pedrosa (Honda)        | Dani Pedrosa (Honda)         |
|        |      |          |        |                              |                               |                               |                             |                              |
| 15     | 2013 | Valencia | Moto3  | Maverick Viñales (KTM)       | Jonas Folger (Kalex-KTM)      | Álex Rins (KTM)               | Álex Rins (KTM)             | Luis Salom (KTM)             |
| 15     | 2013 | Valencia | Moto2  | Nicolás Terol (Suter)        | Jordi Torres (Suter)          | Johann Zarco (Suter)          | Pol Espargaró (Kalex)       | Jordi Torres (Suter)         |
| 15     | 2013 | Valencia | MotoGP | Jorge Lorenzo (Yamaha)       | Dani Pedrosa (Honda)          | Marc Márquez (Honda)          | Marc Márquez (Honda)        | Dani Pedrosa (Honda)         |
|        |      |          |        |                              |                               |                               |                             |                              |
| 16     | 2014 | Valencia | Moto3  | Jack Miller (KTM)            | Isaac Viñales (KTM)           | Álex Márquez (Honda)          | Niccolò Antonelli (KTM)     | Efrén Vázquez (Honda)        |
| 16     | 2014 | Valencia | Moto2  | Thomas Lüthi (Suter)         | Esteve Rabat (Kalex)          | Johann Zarco (Caterham Suter) | Esteve Rabat (Kalex)        | Thomas Lüthi (Suter)         |
| 16     | 2014 | Valencia | MotoGP | Marc Márquez (Honda)         | Valentino Rossi (Yamaha)      | Dani Pedrosa (Honda)          | Valentino Rossi (Yamaha)    | Marc Márquez (Honda)         |
|        |      |          |        |                              |                               |                               |                             |                              |
| 17     | 2015 | Valencia | Moto3  | Miguel Oliveira (KTM)        | Jorge Navarro (Honda)         | Jakub Kornfeil (KTM)          | John McPhee (Honda)         | Romano Fenati (KTM)          |
| 17     | 2015 | Valencia | Moto2  | Esteve Rabat (Kalex)         | Álex Rins (Kalex)             | Thomas Lüthi (Kalex)          | Esteve Rabat (Kalex)        | Esteve Rabat (Kalex)         |
| 17     | 2015 | Valencia | MotoGP | Jorge Lorenzo (Yamaha)       | Marc Márquez (Honda)          | Dani Pedrosa (Honda)          | Jorge Lorenzo (Yamaha)      | Jorge Lorenzo (Yamaha)       |
|        |      |          |        |                              |                               |                               |                             |                              |
| 18     | 2016 | Valencia | Moto3  | Brad Binder (KTM)            | Joan Mir (KTM)                | Andrea Migno (KTM)            | Arón Canet (Honda)          | Brad Binder (KTM)            |
| 18     | 2016 | Valencia | Moto2  | Johann Zarco (Kalex)         | Thomas Lüthi (Kalex)          | Franco Morbidelli (Kalex)     | Johann Zarco (Kalex)        | Johann Zarco (Kalex)         |
| 18     | 2016 | Valencia | MotoGP | Jorge Lorenzo (Yamaha)       | Marc Márquez (Honda)          | Andrea Iannone (Ducati)       | Jorge Lorenzo (Yamaha)      | Jorge Lorenzo (Yamaha)       |
|        |      |          |        |                              |                               |                               |                             |                              |
| 19     | 2017 | Valencia | Moto3  | Jorge Martín (Honda)         | Joan Mir (Honda)              | Marcos Ramírez (KTM)          | Jorge Martín (Honda)        | Marcos Ramírez (KTM)         |
| 19     | 2017 | Valencia | Moto2  | Miguel Oliveira (KTM)        | Franco Morbidelli (Kalex)     | Brad Binder (KTM)             | Álex Márquez (Kalex)        | Franco Morbidelli (Kalex)    |
| 19     | 2017 | Valencia | MotoGP | Dani Pedrosa (Honda)         | Johann Zarco (Yamaha)         | Marc Márquez (Honda)          | Marc Márquez (Honda)        | Johann Zarco (Yamaha)        |
|        |      |          |        |                              |                               |                               |                             |                              |
| 20     | 2018 | Valencia | Moto3  | Can Öncü (KTM)               | Jorge Martín (Honda)          | John McPhee (KTM)             | Tony Arbolino (Honda)       | Tony Arbolino (Honda)        |
| 20     | 2018 | Valencia | Moto2  | Miguel Oliveira (KTM)        | Iker Lecuona (KTM)            | Álex Márquez (Kalex)          | Luca Marini (Kalex)         | Álex Márquez (Kalex)         |
| 20     | 2018 | Valencia | MotoGP | Andrea Dovizioso (Ducati)    | Álex Rins (Suzuki)            | Pol Espargaró (KTM)           | Maverick Viñales (Yamaha)   | Andrea Dovizioso (Ducati)    |
|        |      |          |        |                              |                               |                               |                             |                              |
| 21     | 2019 | Valencia | MotoE  | Eric Granado (Energica)      | Bradley Smith (Energica)      | Matteo Ferrari (Energica)     | Eric Granado (Energica)     | Eric Granado (Energica)      |
| 21     | 2019 | Valencia | MotoE  | Eric Granado (Energica)      | Bradley Smith (Energica)      | Héctor Garzó (Energica)       | Eric Granado (Energica)     | Eric Granado (Energica)      |
| 21     | 2019 | Valencia | Moto3  | Sergio García (Honda)        | Andrea Migno (KTM)            | Xavier Artigas (Honda)        | Andrea Migno (KTM)          | Tatsuki Suzuki (Honda)       |
| 21     | 2019 | Valencia | Moto2  | Brad Binder (KTM)            | Thomas Lüthi (Kalex)          | Jorge Navarro (Speed Up)      | Jorge Navarro (Speed Up)    | Thomas Lüthi (Kalex)         |
| 21     | 2019 | Valencia | MotoGP | Marc Márquez (Honda)         | Fabio Quartararo (Yamaha)     | Jack Miller (Ducati)          | Fabio Quartararo (Yamaha)   | Marc Márquez (Honda)         |
|        |      |          |        |                              |                               |                               |                             |                              |
| 22     | 2020 | Valencia | Moto3  | Tony Arbolino (Honda)        | Sergio García (Honda)         | Raúl Fernández (KTM)          | Darryn Binder (KTM)         | Sergio García (Honda)        |
| 22     | 2020 | Valencia | Moto2  | Jorge Martín (Kalex)         | Héctor Garzó (Kalex)          | Marco Bezzecchi (Kalex)       | Stefano Manzi (MV Agusta)   | Héctor Garzó (Kalex)         |
| 22     | 2020 | Valencia | MotoGP | Franco Morbidelli (Yamaha)   | Jack Miller (Ducati)          | Pol Espargaró (KTM)           | Franco Morbidelli (Yamaha)  | Jack Miller (Ducati)         |
|        |      |          |        |                              |                               |                               |                             |                              |
| 23     | 2021 | Valencia | Moto3  | Xavier Artigas (Honda)       | Sergio García (GasGas)        | Jaume Masiá (KTM)             | Pedro Acosta (KTM)          | Xavier Artigas (Honda)       |
| 23     | 2021 | Valencia | Moto2  | Raúl Fernández (Kalex)       | Fabio Di Giannantonio (Kalex) | Augusto Fernández (Kalex)     | Simone Corsi (MV Agusta)    | Raúl Fernández (Kalex)       |
| 23     | 2021 | Valencia | MotoGP | Francesco Bagnaia (Ducati)   | Jorge Martín (Ducati)         | Jack Miller (Ducati)          | Jorge Martín (Ducati)       | Francesco Bagnaia (Ducati)   |
|        |      |          |        |                              |                               |                               |                             |                              |
| 24     | 2022 | Valencia | Moto3  | Izan Guevara (GasGas)        | Deniz Öncü (KTM)              | Sergio García (GasGas)        | Izan Guevara (GasGas)       | Deniz Öncü (KTM)             |
| 24     | 2022 | Valencia | Moto2  | Pedro Acosta (Kalex)         | Augusto Fernández (Kalex)     | Tony Arbolino (Kalex)         | Alonso López (Boscoscuro)   | Cameron Beaubier (Kalex)     |
| 24     | 2022 | Valencia | MotoGP | Álex Rins (Suzuki)           | Brad Binder (KTM)             | Jorge Martín (Ducati)         | Jorge Martín (Ducati)       | Brad Binder (KTM)            |
|        |      |          |        |                              |                               |                               |                             |                              |
| 25     | 2023 | Valencia | Moto3  | Ayumu Sasaki (Husqvarna)     | David Alonso (GasGas)         | Iván Ortolá (KTM)             | Collin Veijer (Husqvarna)   | David Alonso (GasGas)        |
| 25     | 2023 | Valencia | Moto2  | Fermín Aldeguer (Boscoscuro) | Arón Canet (Kalex)            | Alonso López (Boscoscuro)     | Arón Canet (Kalex)          | Fermín Aldeguer (Boscoscuro) |
| 25     | 2023 | Valencia | MotoGP | Francesco Bagnaia (Ducati)   | Johann Zarco (Ducati)         | Brad Binder (KTM)             | Maverick Viñales (Aprilia)  | Brad Binder (KTM)            |

## Voetnoten
1999 · 2000 · 2001 · 2002 · 2003 · 2004 · 2005 · 2006 · 2007 · 2008 · 2009 · 2010 · 2011 · 2012 · 2013 · 2014 · 2015 · 2016 · 2017 · 2018 · 2019 · 2020 · 2021 · 2022 · 2023 · 2025